# Ibou Ndoye
Ibou Ibrahima Ndoye (Dakar, ...) è un artista senegalese.
Ibou Ibrahima Ndoye, artista di fama internazionale, ha ottenuto numerosi riconoscimenti e le sue opere sono state esposte a diverse edizioni della Biennale di Dakar.
È stato menzionato nelle edizioni 2006 e 2009 di “Who'who in Black Cincinnati”, pubblicazione che documenta risultati significativi e importanti conseguiti dagli afro-americani.
Ha eseguito ritratti per il politico Mark Mallory, e il suo lavoro è presente in diverse collezioni in Africa e negli USA.

## Biografia
Ibrahima, comunemente noto come "Ibou", nasce alla periferia di Dakar, primogenito di una famiglia di quattro fratelli.
Fin da giovanissimo, ha sempre vissuto in un ambiente creativo e pieno di colori: la madre lavorava come sarta, mentre la nonna era un'artigiana che si occupava della tintura di cravatte.
Laureatosi nel 1984 presso la Scuola di Belle Arti di Dakar, inizia la sua carriera di pittore in quel periodo che in Senegal prende il nome di Sét Sétal, un movimento che si riproponeva di migliorare la qualità della vita incoraggiando gli artisti ad abbellire l'ambiente urbano attraverso murales sugli edifici, ed è in questo periodo che realizza diversi murales nella città di Pikine, alcuni dei quali sono stati selezionati per apparire nel documentario del 1990 di produzione francese intitolato “Seet Setal”.
Successivamente, i suoi interessi cambiano e inizia a dedicarsi alla pittura su vetro.
Alla fine degli anni ottanta si trasferisce in Europa, dove trascorre dieci anni prima di trasferirsi negli USA nel 1997.
Lavora con Oldrich Teply al famoso Art Student League School di New York City e ha modo di conoscere cui il ritrattista John Howard Sanden.
Alla fine degli anni novanta, Ibou inizia ad esporre il suo lavoro presso gallerie ed esposizioni itineranti in Africa ed in Europa, e dal 1996 ha partecipato a diverse edizioni della Biennale di Dakar, per l'esposizione intitolata “Il Salone della pittura su vetro”.
Nel 1998 si trasferisce a Cincinnati, nell'Ohio, dove diviene membro dell'Art Consortium of Cincinnati and Art for City Walls, un consorzio di artisti provenienti da tutta la regione dell'Ohio Tristate.
L'anno successivo ritorna in Senegal, dove rimane fino al 2000 per tenere dei workshop di pittura sul vetro presso la El Hadji Doudou Mbath Primary School e al National Council of YMCA di Dakar.
Tornato negli USA, nel 2001 ha tenuto diversi corsi di pittura destinati a persone disabili presso l'”Allen Special Needs Camp” a Bedford, nel New Hampshire.
Trasferitosi a Rhode Island, ha lavorato come insegnante d'arte per un programma intitolato "Bambini a rischio", gestito dal Programma Urbano Collaborative Accelerated (UCAP).
Nel 2003, insieme a Jaclyn Pedalino, ha realizzato un blog su Myspace chiamato “IbouArt!”, allo scopo di divulgare informazioni sull'offerta culturale del West Africa.
È stato recentemente accettato fra i membri del California Public Art and Mural Society(CALPAMS)
Attualmente, Ibou Ndoye vive a Jersey City (New Jersey) ed espone regolarmente le sue opere negli Stati Uniti, in Africa e in Europa, oltre a tenere laboratori di pittura su vetro presso biblioteche, scuole, case di cura e musei.

## Opere
Nel suo lavoro, Ibou Ndoye è riuscito a creare uno stile unico abbinando modernismo e tradizionalismo.
Dopo aver iniziato la sua carriera di pittore all'interno del movimento Sét Sétal e realizzato diversi murales, Ibou si interessa alla pittura su vetro, seguendo una tecnica tradizionale importata dal Medio Oriente cento anni prima, ma rinnovandone l'iconografia: se in passato le raffigurazioni della pittura su vetro consistevano prevalentemente in scene religiose, dopo aver ottenuto indipendenza dai colonizzatori francesi nel 1960, lo stile tradizionale viene rielaborato da un gruppo di coraggiosi artisti, fra cui appunto Ibou Ndoye, capaci di sfidare la tradizione con l'aggiunta di un nuovo apparato iconografico e un nuovo stile astratto.
Tuttavia, fu solo nei primi anni novanta che una terza ondata di pittori vetro emerse a Dakar, e lo stile tradizionale venne ulteriormente rielaborato: Ibou Ndoye, per esempio, si interessa alla creazione di nuove texture utilizzando vetri di forma irregolare ed incorporandovi anche altri materiali come fili di rame, bottiglie rotte, legno, osso e pelle.
Durante il soggiorno americano (si trasferisce negli USA nel 1997) si inaugura una nuova fase del suo lavoro: inizia ad utilizzare anche materie plastiche e materiali come lattine e scatole di detersivo come supporto per i suoi dipinti, i quali raffigurano spesso temi icnonografici africani.
Ha eseguito anche ritratti su commissione, fra cui quello del politico Mark Mallory, e quello del rapper Birdman.

## Filosofia di lavoro
L'artista ritiene che le sue opere siano la rappresentazione di valori socio-culturali, e che la sua arte abbia quindi una funzione sociale.
Nel suo lavoro, subisce l'influenza del proprio patrimonio culturale d'origine, dei colori vivaci e dello stile decorativo senegalese.

## Mostre personali
2009
- Ibou Ndoye -Small works of African glass paintings, Kush Garden Cafe, Brooklyn, NY

2007
- Wakhtan: Causus room, City Hall: Jersey City, NJ
- Cincinnati Art Consortium, Cincinnati Museum Center, Cincinnati OHIO.

2006
- “Mboolo,” Calabar Imports, Brooklyn, NY
- Please Touch Museum, Philadelphia, PA
- “Nataal: Portraits of Africa,” Salena Gallery, Long Island University, Brooklyn, NY
- “Guiss Guiss: Visions of Africa,” Broadway Gallery, Passaic County Community College, Paterson, NJ
- Enjoy the Arts Gallery, Cincinnati OHIO.

2005
- Windows on Columbus Installation, Mack-Cali Lobby, Jersey City, NJ- December '05 - April ‘06
- John Meagher Rotunda Gallery, City Hall, Jersey City, NJ
- “Fagadaga,” The McGraw Gallery, Newark Academy, Livingston, NJ
- “Xabaar,” The Silva Gallery, Pennington, NJ
- Spring Arts Festival Visiting Artist Exhibit, Solebury School, New Hope, PA
- Alchemize bar, Cincinnati OHIO.

2004
- J.B. Kline & Son Gallery, Lambertville, NJ
- Expressions Gallery, Brooklyn, NY
- Secaucus Public Library Art Space, Secaucus, NJ

2003
- Brunswick Window, Jersey City, NJ

2002
- “The Renaissance of Glass Painting,” Rotunda Gallery, City Hall, Jersey City, NJ
- Black History Month Exhibition, Mahogany, Jersey City, NJ

“Fragmentations,” Dusk's Gallery, Jersey City, NJ
2000
- Everything under the sun Gallery, Cincinnati OHIO.

1999
- Covington Art Gallery, Cathedral Basilica of the Assumption, Covington KY.
- Suzanna Terrill Gallery, Downtown Cincinnati OHIO.

1998
- “Broken Glass Paintings,” French Cultural Center of Dakar, Senegal
- Cincinnati Arts Consortium, Cincinnati Art Museum, Cincinnati OHIO

## Mostre collettive (selezione)
2011
- (dis) located, Art for Change, New York City, NY

2010
- Storytellers (Visual art show), The Sumei Multidisciplinary Arts Center, Newark, NJ
- Binaries, Watchung Art Center, Watchung, NJ

2009
- "Border Free Art Zone", Eureka Gallery, Hoboken, NJ

2008
- Installation: Seton hall University, south orange, NJ
- The way home: Pierro Gallery, south orange, NJ
- Afusion: Brennan Gallery: Jersey City, NJ
- Black History Month: City hall: jersey city, NJ

2007
- “Ten”, 10 Year Anniversary Exhibit, International Visions Gallery, Washington, D.C. •
- Installation Garbou Garbou: Brunswick Window, jersey city, NJ
- Artwalk06, Gumbo: Brooklyn, NY.
- Lena Di Gangi Gallery: Totowa, NJ
- Three artists, Three days only. Grosvenor gallery, Kingston, Jamaica (WI)
- University of Medicine & Dentistry of New jersey: NEWARK, NJ
- Fall art festival
- ART OFF The Main: The Puck Building, NY
- Fourth Annual African, Caribbean and Latin American Art Fair
- William Paterson University: Ben Shah Gallery, Wayne. NJ:
- Fire and Ash
- LEX Gallery. 143 Christopher Columbus Drive: Invisible fields, Jersey city, NJ

2006
- Xam Xamle,” International Visions Gallery, Washington, D.C.
- “Adaaye Afrique: roots and branches of African Art,” 13 North Union Gallery, Lambertville, NJ
- Black History Month Celebration Private Exhibit, Goldman Sachs & Co. Tower, Jersey City, NJ
- ArtReach XIV, city without walls, Newark, NJ
- Black History Month 3-Man Exhibit, William Brennan Court House, Jersey City, NJ

2005
- “Jaam Rak,” Colours Gallery, Jersey City, NJ
- Black History Month Celebration Private Exhibit, Goldman Sachs & Co. Tower, Jersey City, NJ
- “Celebrating Jersey City Artists”, Lemmerman Gallery, New Jersey City University, Jersey City, NJ
- 52nd Annual Regional Exhibit of Hudson Artists Juried Show, Bayonne Public Library, Bayonne, NJ
- OCCC Annual Faculty Show, Old Church Cultural Center School of Art, Demarest, NJ
- “Square Show” at the Ceres Gallery, Chelsea, NY
- Fall Arts Festival 2005, University of Medicine and Dentistry, Newark, NJ
- “Autumn Intensity” Art Extravaganza, Women's Club of Rutherford, Rutherford, NJ

2004
- “International Paper Show II,” William Whipple Museum, Southwest Minnesota State University, Marshall, MN
- 57th Anniversary Exhibition 2004, Meadowlands Environmental Center, Lyndhurst, NJ
- “Memorial Exhibit for Monique Goldstrom,” The Eickholt Gallery, SOHO, NY
- Jared McCallister Art Space, Brooklyn, NY
- 30th Annual Cultural Arts Festival, Jersey City Armory, Jersey City, NJ
- DAK'ART 2004 Biennial, Dakar, Senegal
- Window installation and exhibit, Symposia Books, Hoboken, NJ

2003
- The Artist Show,” La Vuelta, Queens, NY
- “International Paper Show,” Monique Goldstrom Gallery, SOHO, NY
- “International Paper Show,” CVB Space, Chelsea, NY
- “International Paper Show,” William Whipple Museum, Southwest Minnesota State University, Marshall, MN
- Hoboken Art Tour, Monroe Art Center, Hoboken, NJ
- Meadlow Environmental Center, Rutherford, NJ
- 50th Annual Regional Exhibit of Hudson Artists Juried Show, Bayonne Public Library, Bayonne, NJ
- "Paper Ball" Auction Sale, Jersey City Museum, Jersey City, NJ

2002
- Jersey City Art Tour, Rotunda Gallery, Jersey City, NJ
- French Alliance, Liberville, Gabon
- “First Annual Meeting of the Small Works,” Upstairs Art Gallery, Jersey City, NJ
- PNC Bank, Hoboken, NJ

2001
- International traveling show, (Senegal, Cape Verde, Gambia, France)

2000
- DAK'ART 2000 Biennial Art Meeting, Keur Djibi, Almadies, Senegal
- Pikine East Culture Festival, Leopold Sedar Senghor Cultural Center, Senegal
- Third International Show of Young Artists, FAN Museum, Senegal
- Peace Meeting, French Alliance, Casamance, Senegal
- DAK'ART 2000 Biennial: Glass Painting Festival, Village of the Biennial, Senegal
- DAK'ART 2000 Biennial: Exhibit of Three Continents (Africa, America, Europe)
- Suffolk University, Dakar campus
- Enda Ecopole, Dakar, Senegal
- Cultural and Artistic Initiative, Ouakam, Senegal
- Owens Building, Toledo, OHIO.

1999
- Summer Art Show, National Art Gallery, Senegal
- Quinn Chapel AME Women Ministry, Cincinnati OHIO.
- Harbor at Miami Whitewater Forest, sponsored by the Western Economic Council, Cincinnati, OHIO.

1998
- Art Festival, Saint Marie of Hann, Senegal
- DAK'ART 98 Biennial, House of Local Representatives, Senegal
- DAK'ART 98 Biennial, French Cultural Center, Dakar, Senegal

1997
- British Senegalese Institute, Senegal
- Enda Ecopole, Dakar, Senegal
- 90th Anniversary of President Senghor, National Gallery, Senegal

1996
- DAK'ART 96 Biennial, French Alliance, Senegal

1995
- British Senegalese Institute, Senegal

## Commissioni e progetti
- Portrait of Cincinnati Mayor Mark Mallory.
- Mural at Computer Science Corporation(CSC) Cincinnati OHIO.
- Mural at Chase Elementary School, Cincinnati OHIO.
- Mural at Xe-Xogni restaurant, Amenia, New York NY.
- Mural for the Dicks Family, Cincinnati OHIo.
- Portrait of Birdman, Rapper performer in Cincinnati OHIO
- Portrait of Thom@Wizard Computers, Cincinnati OHIO
- Portrait of Alan, Cincinnati OHIO.

## Conferenze e Workshop
2006
- Special Guest, WHAT 1340AM, Philadelphia

2005
- Slide Show, Jersey City Museum, Jersey City, NJ
- Art Talk, Goldman Sachs & Co. Tower, Jersey City, NJ
- Gallery Talks, The Silva Gallery, Pennington, NJ

2003
- Slide Show, Jersey City Museum, Jersey City, NJ

2002
- Glass Painting Demonstration, Rutherford, NJ

2001
- Guest Speaker, “Cultural Tapestry,” Cox Television, Providence, RI

2000
- Advertisement design: DAK'ART 2000 Biennial Art Meeting, Senegal

## Pubblicazioni
- “Bess Bess: Renovative Aesthetics,” Enfuse Magazine, E-zine, featured visual artist, 2006.
- “The factors of political instability in Sub-Saharan Africa”, University of Central Oklahoma, 2004.
- “An Afternoon of Poetry and Storytelling,” Lambertville Public Library, Lambertville, NJ, 2004.

## Collezioni
- William Whipple Museum, Southwest Minnesota State University, Marshall, MN
- French Embassy, Dakar, Senegal
- Elizabeth Cohen Collection, Hoboken, NJ
- Susan A. Strassberg Collection, Lawrenceville, NJ

## Premi e riconoscimenti
- Honorable Mention for Graphics and Mixed Media, 52 nd Annual Regional Art Exhibit of Hudson Artists of New Jersey (2005)
- Second Prize for Mixed Media, "Autumn Intensity" Art Extravaganza, Women's Club of Rutherford, Rutherford, NJ (2005)
- Honorable Mention for Graphics and Mixed Media, 51 st Annual Regional Art Exhibit of Hudson Artists of New Jersey (2004)
- First Prize for Graphics and Mixed Media, 50th Anniversary of Hudson Artists of New Jersey Annual Regional Exhibit (2003)
- Best of show in the Art Consortium's 21st Annual Fine Art Competitive (1998)
- Special Recognition Merit Award at the Upstream People Gallery's 8th Annual Realism Juried Online International Art Exhibition.